# Nucléoprotéine (NP) du virus de la grippe
La nucléoprotéine (NP) du virus de l’Influenza est la protéine structurale majeure qui interagit avec les segments d’ARN du virus pour former, avec l’ARN polymérase trimérique, la ribonucléoprotéine (RNP). De plus, cette protéine est un adaptateur important qui  participe aux différentes interventions entre la cellule hôte et le virus. 

## Structure
La nucléoprotéine est une protéine de 56 kDa codée par le segment 5 du génome du virus de la grippe. Ce segment est riche en arginine, en glycine et en sérine. Malgré le fait que la nucléoprotéine est essentiellement constituée d’acides aminés basiques, une région de la portion C-terminale comprend environ 30 acides aminés acides. Le nombre d’acides aminés varie légèrement d’un type d’Influenza à l’autre. Pour ce qui est de l’Influenza de type A, la nucléoprotéine comprend 498 acides aminés, celle de type B en contient 560 et celle de type C, 565. Également, ces trois protéines partagent des séquences homologues mais ces dernières sont plus prononcées entre les virus de type A et B. 
Sous un angle tridimensionnel, la structure de la nucléoprotéine est composée principalement d’hélice alpha établissant un oligomère dont chacun des monomères prend une forme courbée ayant l’aspect d’un croissant. Cette structure est divisée en deux domaines, un supérieur et l’autre inférieur. Les polypeptides contribuant à la composition de chacun de ces domaines ne sont pas structurellement près l’un de l’autre contrairement aux polypeptides des domaines des autres virus à ARN qui sont plutôt colinéaires. Cette caractéristique de la nucléoprotéine du virus de l’Influenza lui confère son unicité. Pour ce qui est du domaine supérieur, deux polypeptides, un englobant les acides aminés 150 à 272 et l’autre les acides aminés 438 à 452, sont impliqués dans son organisation. De façon différente, le domaine inférieur est assemblé à partir de trois segments comprenant les résidus 21 à 149, 273 à 396 et 453 à 489. De plus, la nucléoprotéine endosse un troisième domaine, caractérisé de domaine d’échange, qui consiste en une tige-boucle flexible recouvrant les acides aminés 402 à 428. Ce domaine à la conformation étendue est formé de trois feuillet bêta dont deux interagissent de manière à créer une épingle à cheveux intramoléculaire. Une autre caractéristique de cette structure est la présence d’un sillon longeant l’extérieur de l’oligomère et situé entre les domaines supérieur et inférieur de la nucléoprotéine. Cette cavité semble accueillir l’ARN par l’interaction de ses multiples acides aminés basiques avec le squelette de phosphate de ce dernier. Une fraction considérable des résidus interagissant avec l’ARN est conservée dans les trois types d’Influenza. (A, B et C)  
Au niveau de la séquence en acides aminés de la nucléoprotéine, différentes régions ont été identifiées pour lesquelles de multiples macromolécules s’y lient. Une région située à l’extrémité NH2 recouvre approximativement le tiers de la séquence complète de la nucléoprotéine et a la capacité de lier l’ARN. Deux autres domaines (NP-1 et NP-2), qui sont compris dans les deux tiers environ de la protéine, indépendants l’un de l’autre, ont comme tâche d’établir des interactions entre les monomères de la nucléoprotéine. De plus, trois fragments de la séquence de cette protéine (PB2-1, PB2-2 et PB2-3) entrent en interaction individuellement avec un des monomères de la polymérase, PB2. Les derniers 33 acides aminés de l’extrémité C-terminale forment l’unique région qui n’a pas la fonction de lier une molécule mais elle consiste plutôt en un répresseur de l’interaction entre PB2 et NP et, de l’interaction entre les monomères de NP. La séquence de la nucléoprotéine comporte également des régions importantes pour lier d’autres molécules comme l’actine, BAT1/UAP56 et NLS 1et2.   

## Interactions
La nucléoprotéine de l’Influenza interagit avec de nombreuses macromolécules autant d’origine virale que cellulaire. C’est par ces multiples interactions que cette protéine va pouvoir s’investir dans le processus de l’infection du virus.

### Virales

#### NP-ARN
L’interaction de la nucléoprotéine avec l’ARN simple brin du virus participe à la mise en place du complexe ribonucléoprotéique qui confère au virus la capacité de se répliquer. Plusieurs séquences de la protéine sont impliquées dans cette liaison mais une région en particulier s’est confinée à cet effet, la portion N-terminale. Cette dernière comprend les acides aminés 1 à 180 pouvant être subdivisée en deux parties qui conservent l’activité de liaison à l’ARN ; une première contenant les résidus 1 à 77 et une deuxième renfermant les acides aminés 79 à 180. La seconde est la plus importante car sa séquence en entier se lie directement à l’ARN. La coopération entre ARN et nucléoprotéine est à la base d’interactions électrostatiques des résidus basiques de NP avec le squelette de phosphate chargé négativement de l’ARN. Également, des contacts entre des acides aminés de la nucléoprotéine et des nucléotides de l’ARN, surtout les pyrimidines, sont présents. Chacun des monomères de nucléoprotéine interagit avec 24 nucléotides de l’ARN viral (ARNv). Ces rapports s’établissent sur la surface externe de la nucléoprotéine ce qui fait en sorte que l’ARN n’est pas protégé de la digestion des ribonucléases. De plus, une caractéristique particulière de cette protéine est qu’elle ne contient aucun des motifs consensus canoniques de fixation à l’ARN retrouvés dans les autres protéines de liaison à l’ARN.     

#### NP-NP
L’homo-oligomérisation de la nucléoprotéine est une nécessité pour la formation des particules ribonucléoprotéiques. Cette interaction entre les monomères de nucléoprotéine est médiée par le domaine d’échange. Ce domaine parvient à établir divers types d’interactions comme les intermoléculaires s’établissant entre des feuillets β hydrophobes, les interactions hydrophobes et les ponts salins entre les monomères de la protéine. Les derniers nucléotides de la portion C-terminale de la nucléoprotéine ont des propriétés inhibitrices envers l’oligomérisation de cette protéine.  

#### NP-Polymérase
Cette interaction avec la polymérase trimérique est essentielle pour la transition de la transcription à la réplication de l’ARN virale. La nucléoprotéine est un facteur d'antiterminaison se liant à l’ARN complémentaire (ARNc) et à l’ARNv durant la synthèse des RNPc et RNPv. La présence d’une coiffe sur les transcrits d’ARNm lors de leur initiation va faire en sorte que la nucléoprotéine sera dans l’incapacité de se lier sur ces derniers et ainsi ils ne pourront être antiterminés. Ceci met en évidence la nécessité d’une coordination entre le clivage de la coiffe à l’extrémité 5’ (réalisé par la PB2) et l’antiterminaison de l’extrémité 3’ (réalisée par la NP) qui sont susceptibles de se produire selon le même mécanisme.  Pour s’y faire, la nucléoprotéine peut interagir avec la PB2 par le biais de trois régions indépendantes de sa séquence et aussi avec la PB1 ce qui va modifier la conformation du complexe P3 de façon qu’il passe du mode de transcription au mode de réplication. Une seule sous-unité de ce complexe n’érige aucun contact avec la nucléoprotéine, la PA. La scission de la coiffe effectuée par la PB2 convertit cette séquence en amorce pour l’élongation des chaînes, qui est supervisée par la PB1. L’interaction NP-PB2 renferme de l’instabilité qui est causée par les 23 acides aminés de l’extrémité COOH de la nucléoprotéine. 

#### NP-M1
La protéine de la matrice virale M1 possède deux domaines distincts reliés par l’entremise d’une liaison flexible. Un premier domaine amino-terminal qui englobe le NLS (signal de localisation nucléaire) et qui comprend les acides aminés 1 à 164. L’autre domaine incorpore les résidus 165 à 252 et est situé à l’extrémité C-terminale de la protéine. La nucléoprotéine fixée au RNPv se lie à ce dernier domaine tandis que le domaine N-terminal est réservé au NEP (protéine d’export nucléaire). L’interaction entre la NP et la protéine matricielle est indispensable pour la progression de l’export nucléaire des RNPv. En s’accrochant à ces derniers, elle leur attribue le pouvoir de sortir du noyau. Par contre, la M1 ne se lie pas aux intermédiaires réplicatifs RNPc, présents également dans le noyau, ce qui fait en sorte que ces particules ribonucléoprotéiques y demeurent. De plus, cette protéine maintient les RNPv dans le cytoplasme pour leur incorporation dans le complexe d’assemblage viral au niveau de la membrane plasmique évitant ainsi leur retour dans le noyau. 

### Cellulaires

#### NP-importine α
La nucléoprotéine interagit avec l’importine α de la cellule hôte par l’intermédiaire de ses séquences de localisation nucléaire (NLS). La NLS 1 est compris dans l’extrémité N-terminale comprenant les résidus 3 à 13 et est la principale séquence de liaison à l’importine α. Les acides aminés basiques 7 et 8 de NLS 1 sont conservés et sont d’une grande importance pour l’importation au noyau de la nucléoprotéine seule autant que pour celle de la particule ribonucléoprotéique virale entière. La NLS 2, quant à elle, est une séquence partagée en deux parties comprise entre les acides aminés 198 et 216. Cette dernière n’est pas aussi efficace pour la circulation de la NP jusqu’au noyau.    

#### NP-actine
À un moment plus tardif au cours de l’infection, de grandes quantités de nucléoprotéine s’accumulent dans le cytoplasme de la cellule hôte due à une surcharge de la voie d’importation au noyau. Une certaine fraction de cette quantité imposante de nucléoprotéine cytoplasmique forme des liaisons avec les filaments d’actine. Cette interaction joue un rôle considérable dans la régulation de la localisation des RNPs en les maintenant dans le cytoplasme de la cellule. En allant à l’encontre de l’importation des RNPs, le complexe NP-actine collabore à l’exportation nucléaire afin de prévenir le retour de ces particules ribonucléoprotéiques dans le noyau. 

#### NP-CRM 1
Le CRM 1, une exportine, est un récepteur cellulaire qui lie des signaux d’exportation nucléaire (NES). En interagissant avec le NES de la nucléoprotéine, le CRM 1 est impliqué dans la voie d’exportation nucléaire dans le but d’expulser les RNPs du noyau. Sans l’aide de cette exportine, une accumulation de NP est remarquable au niveau du noyau. 

#### NP-BAT 1/UAP56
BAT 1/UAP56 est un facteur d’épissage cellulaire qui appartient à la famille DEAD-box des [ATPase]s ARN-dépendantes. Il est un polypeptide de 48 kDa inclut dans le RAF-2, facteur d’activation de l’ARN polymérase, en tant que composant actif de ce dernier. BAT 1/UAP56 ou Raf-2p48 se lie à la nucléoprotéine via un ensemble de 20 acides aminés s’affichant sur la partie N-terminale de la protéine. Cette complicité facilite la génération des complexes ARN-NP mais Raf-2p48 n’interagit d’aucune façon avec le complexe. Ce facteur agit seulement en tant que chaperon vis-à-vis la nucléoprotéine afin qu’elle entre en contact avec l’ARNv. L’impossibilité pour BAT 1/UAP56 d’entrer en contact avec le complexe ARN-NP serait dû à la proximité des sites de liaison de chacun sur la nucléoprotéine.